# Arquebisbat de Calcuta
El bisbat de Calcuta (bengalí: কলকাতার বিশপের এলাকা; llatí: Archidioecesis Calcuttensis) és una seu metropolitana de l'Església catòlica a l'Índia. Al 2006 tenia 145.246 batejats d'un total de 31.152.686 habitants. Actualment està regida per l'arquebisbe Thomas D'Souza.

## Territori
L'arxidiòcesi comprèn els districtes de Calcuta Howrah, Hoogly, Midnapore Est, Midnapore Oest, 24 Pargana Nord (en part) i Bankura (la part meridional), a la Bengala Occidental, a l'Índia.
La seu arxiepiscopal és la ciutat de Calcuta, on es troba la catedral de la Mare de Déu del Roser.
El territori s'estén sobre 29.857 km² i està dividit en 38 parròquies.

## Història
El vicariat apostòlic de Calcuta va ser erigit el 18 d'abril de 1834 amb el breu Latissimi Terrarum del Papa Gregori XVI, prenent el territori del bisbat de São Tomé de Meliapore (avui arquebisbat de Madras i Mylapore).
El 17 de febrer de 1845 el vicariat apostòlic va ser dividit, i la porció oriental va ser confiada a un vicari resident a Chittagong, que estava subordinat al vicari apostòlic de Bengala.
El 15 de febrer de 1850 el vicariat es dividí definitivament, donant origen al vicariat apostòlic de la Bengala occidental i al vicariat apostòlic de la Bengala oriental (avui arquebisbat de Dacca). Contextualment, la regió de l'Assam, que depenia del vicariat apostòlic bengalí, va ser separat i annex al vicariat apostòlic del Tibet (avui Bisbat de Kangding).
El 1855 cedí una porció del seu territori per tal que s'erigís la missió sui iuris de la Bengala central (avui bisbat de Krishnagar).
L'1 de setembre de 1886, per efecte de la butlla Humanae salutis del Papa Lleó XIII, el vicariat apostòlic de la Bengala occidental va ser elevat al rang d'arxidiòcesi metropolitana, assumint el seu nom actual.
Posteriorment ha cedit més porcions del seu territori per tal que s'erigissin noves circumscripcions eclesiàstiques:
- el 25 de maig de 1927 per tal que s'erigís el bisbat de Ranchi (avui arxidiòcesi);
- el 15 de febrer de 1929 per tal que s'erigís la missió sui iuris del Sikkim (avui bisbat de Darjeeling);
- el 14 de juny de 1951 per tal que s'erigís el bisbat de Sambalpur;
- el 17 de gener de 1952 per tal que s'erigís la prefectura apostòlica de Malda (avui bisbat de Dumka);
- el 2 de juliol de 1962 per tal que s'erigís el bisbat de Jamshedpur;
- el 8 de juny de 1968 per tal que s'erigís la prefectura apostòlica de Balasore (avui diòcesi);
- el 30 de maig de 1977 per tal que s'erigís el bisbat de Baruipur;
- el 24 d'octubre de 1997 per tal que s'erigís el bisbat d'Asansol.

## Cronologia episcopal
- Robert Saint-Léger, S.J. † (18 d'abril de 1834 - 1838)

- Jean-Louis Taberd, M.E.P. † (1838 - 31 de juliol de 1840 mort)
- Patrick Joseph Carew, S.J. † (30 de novembre de 1840 - 2 de novembre de 1855 mort)
- Thomas Olliffe † (2 de novembre de 1855 - 13 de maig de 1859 mort)
  - Sede vacante (1859-1864)
- Augustus van Heule, S.J. † (9 de setembre de 1864 - 9 de juny de 1865 mort)
- Walter Herman Jacobus Steins, S.J. † (11 de gener de 1867 - 1877 renuncià)
- Paul François Marie Goethals, S.J. † (3 de desembre de 1877 - 4 de juliol de 1901 mort)
- Brizio Meuleman, S.J. † (21 de març de 1902 - 23 de juny de 1924 mort)
- Ferdinand Périer, S.J. † (23 de juny de 1924 - 12 d'agost de 1960 jubilat)
- Vivian Anthony Dyer † (12 d'agost de 1960 - 8 de febrer de 1962 mort)
- Albert Vincent D'Souza † (8 d'agost de 1962 - 29 de maig de 1969 renuncià)
- Lawrence Trevor Picachy, S.J. † (29 de maig de 1969 - 5 d'abril de 1986 renuncià)
- Henry Sebastian D'Souza † (5 d'abril de 1986 - 2 d'abril de 2002 jubilat)
- Lucas Sirkar, S.D.B. (2 d'abril de 2002 - 23 de febrer de 2012 jubilat)
- Tomas D'Souza, des del 23 de febrer de 2012

## Estadístiques
A finals del 2006, la diòcesi tenia 145.246 batejats sobre una població de 31.152.686 persones, equivalent al 0,5% del total.
| any  | població | població   | població | sacerdots | sacerdots       | sacerdots       | sacerdots             | diaques | religiosos | religiosos | parroquies |
| ---- | -------- | ---------- | -------- | --------- | --------------- | --------------- | --------------------- | ------- | ---------- | ---------- | ---------- |
| any  | batejats | total      | %        | total     | clergat secular | clergat regular | batejats por sacerdot | diaques | homes      | dones      |            |
| 1950 | 82.053   | 29.159.168 | 0,3      | 191       | 20              | 171             | 429                   |         | 144        | 259        | 40         |
| 1959 | 106.203  | 30.300.258 | 0,4      | 210       | 24              | 186             | 505                   |         | 270        | 528        | 54         |
| 1970 | 82.603   | 27.276.722 | 0,3      | 184       | 34              | 150             | 448                   |         | 243        | 538        | 33         |
| 1980 | 85.900   | 30.240.000 | 0,3      | 160       | 62              | 98              | 536                   |         | 198        | 636        | 32         |
| 1990 | 107.687  | 35.441.000 | 0,3      | 194       | 68              | 126             | 555                   |         | 302        | 762        | 52         |
| 1999 | 133.740  | 24.813.952 | 0,5      | 220       | 88              | 132             | 607                   |         | 363        | 857        | 31         |
| 2000 | 135.543  | 25.114.983 | 0,5      | 204       | 65              | 139             | 664                   |         | 397        | 828        | 32         |
| 2001 | 136.804  | 25.124.983 | 0,5      | 197       | 65              | 132             | 694                   |         | 349        | 950        | 34         |
| 2002 | 138.535  | 23.150.108 | 0,6      | 207       | 66              | 141             | 669                   |         | 305        | 922        | 34         |
| 2003 | 139.920  | 27.665.118 | 0,5      | 206       | 65              | 141             | 679                   | 3       | 316        | 905        | 34         |
| 2004 | 141.726  | 29.048.374 | 0,5      | 207       | 70              | 137             | 684                   |         | 313        | 880        | 37         |
| 2006 | 145.246  | 31.152.686 | 0,5      | 211       | 70              | 141             | 688                   |         | 328        | 1.141      | 38         |